# Тельце гистоновых локусов
Те́льце гисто́новых ло́кусов (англ. Histone Locus Body) — ядерное тельце, представляющее собой скопление факторов транскрипции генов, кодирующих гистоны, и созревания гистоновых пре-мРНК. К числу таких факторов относят белок NPAT, необходимый для транскрипции генов гистонов, а белок FLASH и малый ядерный рибонуклеопротеин U7 необходим для процессинга гистоновых пре-мРНК. Тельца гистоновых локусов обнаружены в клетках млекопитающих и дрозофилы. В клетках амфибий аналогичные ядерные тельца носят название C-снурпосома.

## Структура
В S-фазе в клетках человека выявляется два маленьких и два больших тельца гистоновых локусов, которые соответствуют маленьким и большим кластерам генов гистонов. В клетках тельце гистоновых локусов и тельце Кахаля обычно располагаются рядом и нередко соприкасаются. Само же тельце гистоновых локусов локализуется в области генов, кодирующих гистоны. В тельце гистоновых локусов иногда даже обнаруживается белок коилин — маркер телец Кахаля. Кроме того, в гистоновом тельце локализуется малый ядерный рибонуклеопротеин U7 и белок NPAT (Mxc в клетках дрозофилы), который фосфорилируется комплексом циклинзависимой киназы 2 и циклина E и активирует экспрессию генов гистонов. Молекулы NPAT взаимодействую  друг с другом своими N-концами, и это взаимодействие критически важно для стабильности тельца гистоновых локусов. Другой белок тельца гистоновых локусов, FLASH, непосредственно участвует в процессинге 3'-концов гистоновых мРНК. у дрозофилы в тельце гистоновых локусов находится белок Mute, необходимый для миогенеза (гомолог Mute у млекопитающих называется YARP). Кроме того, он может негативно влиять на экспрессию генов гистонов. FLASH и Mute взаимодействуют с С-концевым участком NPAT/Mxc.
Методы иммунофлуоресценции и окрашивания антителами позволили выявить в тельце гистоновых локусов другие белки. В основном они участвуют в транскрипции генов гистонов и процессинге их пре-мРНК. Например, CPSF-73 осуществляет разрезание гистоновых пре-мРНК, а CPSF100 и симплекин служат факторами полиаденилирования. 
В целом, белки тельца гистоновых локусов можно подразделить на две группы. К первой относятся белки, локализующиеся в этом ядерном тельце на протяжении всего клеточного цикла и не выявляются в других местах, а во вторую группу попадают белки, которые перемещаются в тельце гистоновых локусов в S-фазе. К первой группе относятся NPAT/Mxc, FLASH и малый ядерный рибонуклеопротеин U7. Белки второй группы изучались в основном у дрозофилы, у которой гены гистонов регулируются значительно жёстче, чем в клетках млекопитающих. В эту группу попадают ключевые белки синтеза РНК: TBP, РНК-полимераза II, фактор элонгации транскрипции Spt6, транскрипционные факторы, например, Myc, и белки процессинга гистоновых пре-мРНК, такие как симплекин. Эти белки в ходе всего клеточного цикла можно также выявить в нуклеоплазме. Наконец, некоторые компоненты телец гистоновых локусов, такие как коилин и шаперон Cpn10, обнаруживаются не во всех тельцах гистоновых локусов и также локализуются в других ядерных тельцах (например, в тельце Кахаля в случае коилина). 
В таблице ниже представлены белки, которые можно обнаружить в тельце гистоновых локусов. 
| Название          | Роль в биосинтезе гистоновых мРНК                          | Организм                          |
| ----------------- | ---------------------------------------------------------- | --------------------------------- |
| NPAT/Mxc          | Инициация транскрипции, сборка телец гистоновых локусов    | Человек, мышь, дрозофила          |
| HiNF-P            | Инициация транскрипции                                     | Человек                           |
| РНК-полимераза II | Инициация транскрипции                                     | Xenopus, дрозофила                |
| TBP               | Инициация транскрипции                                     | Дрозофила                         |
| TRF2              | Инициация транскрипции                                     | Дрозофила                         |
| TFIIA             | Инициация транскрипции                                     | Дрозофила                         |
| Myc               | Инициация транскрипции                                     | Дрозофила                         |
| GAPDH             | Инициация транскрипции                                     | Дрозофила                         |
| NELF              | Элонгация транскрипции                                     | Человек                           |
| Spt6              | Элонгация транскрипции                                     | Дрозофила                         |
| ARS2              | Элонгация транскрипции                                     | Человек                           |
| FLASH             | Процессинг 3'-конца мРНК, сборка тельца гистоновых локусов | Человек, мышь, дрозофила          |
| Симплекин         | Процессинг 3'-конца мРНК                                   | Xenopus, дрозофила                |
| ZFP100            | Процессинг 3'-конца мРНК                                   | Человек                           |
| мяРНП U7          | Процессинг 3'-конца мРНК                                   | Человек, дрозофила, рыбы, лягушки |
| Mute/YARP         | Подавляет накопление гистоновых мРНК                       | Человек, дрозофила                |
| WGE               | Подавляет накопление гистоновых мРНК                       | Дрозофила                         |
| Abo               | Подавляет накопление гистоновых мРНК                       | Дрозофила                         |
| HERS              | Подавляет накопление гистоновых мРНК                       | Дрозофила                         |
| hCINAP            | Неизвестна                                                 | Человек                           |
| PARP              | Неизвестна                                                 | Дрозофила                         |
| Cpn10             | Неизвестна                                                 | Человек                           |
| WDR79             | Неизвестна; вероятно, компонент тельца Кахаля              | Дрозофила                         |
| Коилин            | Неизвестна                                                 | Человек, дрозофила                |
| MPM-2             | Детектирует Mxc, фосфорилированный циклином E/Cdk2         | Дрозофила                         |

## Динамика
Для начала сборки тельца гистоновых локусов необходимо, чтобы молекулы NPAT/Mxc взаимодействовали друг с другом своими N-концами, образуя структурную основу для дальнейшей сборки ядерного тельца. Интересно, что сборка тельца гистоновых локусов обладает как чертами стохастической, неупорядоченной сборки, так и строго упорядоченной сборки. Так, в клетках млекопитающих гистоновая пре-мРНК может привлекать к себе другие компоненты тельца гистоновых локусов; такой же способностью обладают некоторые белки этого ядерного тельца, что свидетельствует в пользу стохастической сборки. В то же время у дрозофилы некоторые белки тельца гистоновых локусов, например, Mxc, необходимы для привлечения в тельце других белков — в случае Mxc Mute и мяРНП U7, но не наоборот, что говорит об упорядоченной сборке. Кроме того, удалось непосредственно пронаблюдать упорядоченную сборку телец гистоновых локусов в ходе раннего эмбриогенеза дрозофилы. 
Показано, что у дрозофилы сборка телец гистоновых локусов начинается строго на кластере генов гистонов. Непосредственно нуклеация тельца происходит на последовательности длиной 300 пар оснований (п. о.), содержащей промоторы гистонов H3/H4, а соответствующая последовательность, содержащая промоторы гистонов H2A/H2B, — нет. Если заблокировать транскрипцию H3/H4, то Mxc и FLASH придут в тельце гистоновых локусов, а Mute и мяРНП U7 — нет, поэтому для сборки тельца гистоновых локусов необходима активная транскрипция генов гистонов. В то же время в тканях дрозофилы, в которых не образуются гистоновые мРНК, в фазах G1 и G2 тельца гистоновых локусов есть. Поэтому, вероятно, для нуклеации тельца гистоновых локусов необходима транскрипция с промоторов H3/H4, а не сами мРНК как таковые. 
В ходе митоза тельце гистоновых локусов разбирается, однако у дрозофилы небольшие количества Mxc и FLASH выявляются на конденсированных хромосомах в течение всего митоза. Механизм разборки телец гистоновых локусов при митозе неизвестен, но, возможно, в нём задействовано фосфорилирование белков ядерного тельца циклинзависимыми киназами. У дрозофилы небольшое количество NPAT/Mxc может оставаться связанным с митотическими хромосомами, отмечая собой расположение генов гистонов, и в начале интерфазы они запускают быструю сборку тельца гистоновых локусов. Подобным образом себя ведёт TBP, отмечая собой гены гистонов даже при нокдауне Mxc. 
Имеются некоторые свидетельства в пользу того, что при сборке телец гистоновых локусов наблюдается разделение фаз на границе жидкость-жидкость (или просто разделение фаз). Для разделения фаз необходимы белки, содержащие участки низкой сложности (англ. Intrinsically disordered regions (IDRs)), и, в самом деле, они имеются у белков Mxc, NPAT, FLASH и Mute. Известно также, что разделению фаз способствует поли(АДФ-рибоза), и поли(АДФ-рибоза)-полимераза была обнаружена в тельцах гистоновых локусов у дрозофилы. 

## Функции
У дрозофилы и млекопитающих в тельце гистоновых локусов происходит биосинтез гистоновых мРНК. В этих ядерных тельцах сконцентрированы различные белковые факторы, задействованные в экспрессии генов гистонов. Когда клетка вступает в S-фазу, уровень гистоновых мРНК в клетке резко повышается, поскольку после активации комплекса циклин E/Cdk2 запускается транскрипция генов гистонов и процессинг пре-мРНК гистонов. Как упоминалось выше, комплекс циклин E/Cdk2 фосфорилирует NPAT, что и запускает экспрессию генов гистонов, а также привлекает в тельце гистоновых локусов факторы процессинга пре-мРНК, например, симплекин. 
Любопытно, что некоторые гены, кодирующие белки телец гистоновых локусов у дрозофилы, первоначально были открыты в связи с поиском мутаций, затрагивающих развитие органов. Например, мутации гена mxc выражаются в изменении строения ног у самцов. Ген Mute был открыт как ген, необходимый для развития мышц в ходе эмбриогенеза. Сверхэкспрессия гена wge приводит к превращению глаза в крыло. 